# 埃默森 (新澤西州)
埃默森（英語：Emerson）是位於美國新澤西州伯根縣的自治市鎮。

## 人口
根據2020年美國人口普查的數據，埃默森的面積為6.27平方千米，當中陸地面積為5.78平方千米，而水域面積為0.49平方千米。當地共有人口7290人，而人口密度為每平方千米1,163人。